# Меркурий (информационная система)
ФГИС «Меркурий» (Федеральная государственная информационная система «Меркурий») — автоматизированная система для прослеживания грузов, за которыми установлен государственный ветеринарный контроль на территории РФ. ФГИС «Меркурий» позволяет создать единую информационную площадку для ветеринарных ведомств, производителей и продавцов подконтрольной продукции. Автоматизированная система «Меркурий» входит в ФГИС «ВетИС» — федеральную государственную систему в области ветеринарии. Оператором ФГИС «Меркурий» является Россельхознадзор. Работа в ФГИС «Меркурий» необходима для выполнений требований 243-ФЗ "О внесении изменений в Закон Российской Федерации «О ветеринарии»:
- оформление электронных ветеринарных сопроводительных документов (эВСД)
- контроль за перевозкой грузов
- снижение рисков фальсификации продуктов

## О разработчике
Разработчик ФГИС «Меркурий» — ФГБУ «ВНИИЗЖ». Работа над единой государственной информационной системой Россельхознадзора ведется в Информационно-вычислительном центре (ранее — отдел программного обеспечения) ФГБУ «ВНИИЗЖ». С 2007 г. по 2019 г. специалисты Информационно-вычислительного центра создали с нуля и внедрили более 10 ведомственных и 5 государственных информационных систем, которые входят в ФГИС «ВетИС».

## Подконтрольные товары
1. Живые животные (аквариумные декоративные рыбы)
2. Корма и кормовые добавки (куриный кормовой жир, рыболовные приманки, мука животного происхождения, растительные белки и др.)
3. Мясо и мясопродукты (мясо птицы, оленина, субпродукты и жиры говяжьи, свинина, мясо диких птиц и др.)
4. Непищевые продукты (воск, продукты пчеловодства, субпродукты непищевые и др.)
5. Пищевые продукты (овощные смеси (салаты) с содержанием компонентов животного происхождения, молоко и молочная продукция, готовые мясные продукты, сосиски куриные и др.)
6. Рыба и морепродукты (мороженая рыба, живая рыба, рыба свежая или охлажденная, рыбное филе, фарш из рыбы и др.)

Подробный перечень подконтрольной продукции указан в приказе Минсельхоза РФ № 249 от 27.06.2018 г.

## Алгоритм работы с эВСД

### Оформление эВСД
Оформление эВСД необходимо для перемещения партии подконтрольной продукции в место назначения. Электронный ветеринарный сопроводительный документ включает в себя информацию о ветеринарно-санитарном состоянии продукции, эпизоотическом благополучии территории происхождения товара, цель транспортировки и уникальный идентификационный номер. эВСД оформляется самостоятельно хозяйствующим субъектом (организацией или ИП).
Основные действия по оформлению эВСД:
- Создание транзакции на транспортировку подконтрольного товара. На первом этапе необходимо выбрать тип транзакции. «Перевозка со сменой владельца» — это перевозка товара для продажи в торговую точку. «Перевозка без смены владельца» — перемещение между подразделениями одного юридического лица. «Смена владельца без перевозки» — только продажа без перевозки груза. Также указывается вид транспорта и способ хранения товара при перевозке.
- Добавление получателя в транзакцию: фирма-получатель, предприятие-получатель.
- Добавление продукции в транзакцию с соответствующими характеристиками груза.
- Оформление транзакции.
- Печать эВСД.

С 01.07.2018 г. все ветеринарно-сопроводительные документы должны быть оформлены в электронном виде, но предусмотрен перечень исключительных ситуаций, когда ВСД могут быть оформлены на бумажном носителе:
- При невозможности использования ФГИС «Меркурий» по причине катастроф, аварий, стихийных бедствий.
- При оформлении ВСД в населённых пунктах без подключения к сети Интернет.
- В случае, если ВСД содержат государственную тайну и (или) другую информацию, которая относится к федеральным органам исполнительной власти и является служебной тайной.
- При экспорте продукции

### Гашение эВСД
Процедура гашения эВСД разработана для подтверждения поступления подконтрольной продукции в место назначения (супермаркет, предприятие, складской центр и т. д.). После гашения эВСД в складском журнале предприятия автоматически появляется запись о приемке товара.
Основные действия для гашения входящего эВСД:
- Визуальный осмотр входной партии товара и сверка фактических данных с информацией, указанной в эВСД. При обнаружении несоответствий в ФГИС «Меркурий» составляется одноименный акт для корректировки определенных данных (серия и номер ТТН, упаковка, маркировка и т. д.).
- Прием всей партии продукции или ее части в ФГИС «Меркурий» (гашение эВСД).

В ФГИС «Меркурий» можно оформить возврат всей партии товара.

### Общая схема работы ФГИС «Меркурий»
Автоматизированная система «Меркурий» — это web-приложение, в котором можно работать из любого браузера с подключением к сети Интернет. Система находится на центральном сервере, куда поступают запросы от пользователей и формируются ответы. Разработчики ФГИС «Меркурий» предусмотрели сервер-дублёр, который обеспечивает работу системы при прекращении работы основного сервера. С 2009 года ФГИС «Меркурий» постоянно обновляется на сервере, что не мешает работе пользователей. 9 апреля 2019 г. вышло новое обновление, версия системы — 6.16.

## Интеграция с ФГИС «Меркурий»
Для надлежащего оформления и гашения эВСД в ФГИС «Меркурий» предприятию необходимо корректно подключиться к единой государственной системе. Это можно сделать несколькими способами:
1. Использовать ручной ввод данных в web-интерфейсе ФГИС «Меркурий».
2. Разработать с нуля собственное программное обеспечение.
3. Приобрести уже готовый продукт (шлюз, модуль) для работы в ФГИС «Меркурий» с эВСД.

На российском рынке уже есть решения для интеграции с ФГИС «Меркурий»:
- ПО для ресторанов MixCart Меркурий (разработчик MixCart)
- Облачная платформа «Кадуцей» (разработчик ООО «Экстракод»)
- Модуль WIZARD (разработчик ООО «Визард-Софт»)
- ПО для ресторанов DocsInBox.ВЕГАИС (разработчик DocsInBox)
- Модуль IDEAL: VET (разработчик TeamIdea)
- Модуль и мобильное приложение АТМ.Меркурий (разработчик ООО «АйТи Мониторинг»)
- Модуль интеграции для быстрого оформления ВСД (разработчик КБ99 )

ФГИС «ВетИС» предлагает полный список решений для интеграции с ФГИС «Меркурий» на официальном сайте.

## Мнение ритейлеров и позиция Россельхознадзора
В начале 2019 г. многие федеральные ритейлеры высказали мнение, что внедрение эВСД на готовую молочную продукцию может стать причиной ощутимых перебоев с поставкой товара в розничные точки продаж. Ритейлеры от лица АКОРТ (Ассоциации компаний розничной торговли) обратились с письмом в Минэкономразвития 29.01.2019 г. с предупреждением о возможных задержках в поставках готовой молочной продукции летом 2019 года. Как сказано в письме, ритейлеры понесут дополнительные издержки, связанные с работой в ФГИС «Меркурий», а затраты на прием и перевозку продукции увеличатся на 25-30 %. в АКОРТ предложили заменить обязательное введение эВСД на маркировку продукции, предложенную Минпромторгом. В соответствии с российским законодательством, приемка готовой молочной продукции в розничных сетях должна быть основана только на гашении эВСД с 01.07.2019 г.
Правительство России не изменило требования к введению эВСД, несмотря на письмо АКОРТ. Россельхознадзор создал рабочую группу по вопросам работы в ФГИС «Меркурий», 1.04.2019 г. состоялось первое совещание. По данным Россельхознадзора, каждый месяц увеличивается число оформленных и погашенных эВСД. Так, в марте 2019 года было оформлено на 9 % эВСД больше, чем в феврале 2019 г. Также растет количество аттестованных специалистов, которые работают в ФГИС «Меркурий» — в марте 2019 г., по данным ведомства, аттестацию прошли 1152 человека (в феврале 2019 г. — 1114 человек). Только аттестованные сотрудники оформили 5 424 823 эВСД в марте 2019 г., что на 16 % больше, чем данный показатель в феврале 2019 г.